# Aniceti Kitereza
Aniceti Kitereza, född 1896 på Ukerewe, död 20 april 1981 i Kagunguli på Ukerewe, var en tanzanisk författare, främst känd för sitt omfattande verk som i svensk översättning fått titeln Regnmakarens barn. Under andra världskriget började han nedteckna kerewefolkets historia på dess språk kikerewe.

## Uppväxt och liv
Aniceti Kitereza föddes i de centrala delarna av Tanganyika, men då hans far dog 1901 flyttade familjen till östra sidan av Victoriasjön, där de blev mottagna av kerewefolkets kung Mukaka. Kiterezas släkt härrörde från Silangaklanen, som var en del av den styrande befolkningen Sese på Kerewe mellan 1650 och 1950. Kiterezas farfar var omukama (hövding) mellan 1830-talet och 1860-talet. Länge var traditionerna och kulturen hos Sese annorlunda jämfört med de andra grupperna på ön, såsom Jita, Kara och Susuma. Alla fyra grupper valde dock i början av 1900-talet att istället kalla sig för ett folk: kerewe-folket. För Kitereza medförde detta att han föddes in i den styrande eliten.
Tyskland började kolonisera området 1885 (Tyska östafrika), och då Mukaka insåg att européerna skulle komma att ta över allt mer sände han hushållets söner, däribland Kitereza, till de katolska missionärerna för utbildning. Därigenom kom Kitereza att lära sig engelska, franska, tyska, grekiska och latin och han studerade både teologi och filosofi. 1910 sändes han till ett seminarium i Bukoba, där han studerade för tyska, franska och holländska präster. Kitereza var en av de första i sin generation från Ukerewe att utsättas för de vita kolonisatörernas religiösa, ekonomiska och utbildningsrelaterade värden. Detta var i en period när traditionerna och kulturen på Ukerewe ändrades hastigt. Kristendomen som sådan genom missionärer fick ringa påverkan, men tyska kolonisatörer tillsammans med missionärer arbetade tillsammans för att få fram nya grödor att odla, och bomull och ris blev viktiga ekonomiska grödor. Omukamas avtagande makt, den nya ekonomin samt missionärernas närvaro eroderade långsamt den sociala kontrollen och traditionerna på ön.
1919 återvände han till Ukerewe för att undervisa på samma skola som han själv hade gått i. Lönen var emellertid knapp, och mellan 1920 och 1939 arbetade han därför åt en italiensk handelsman. Senare verkade han som bibelöversättare på ön Ukerewe i Victoriasjön.

## Författarskap
Under 1940-talets början var Kitereza kontorist åt en kanadensisk katolsk präst och missionär, J. A. Simard. Simard ska ha stimulerat Kitereza till skrivandet. Båda insåg rikedomen i kerewe-folkets muntliga traditioner och kultur, och hjälptes åt att samla in etnografiskt, historiskt och religiöst material. Kitereza fokuserade på de olika samhällskrafter som verkade i samhället, i sitt författarskap – utan att fördenskull behandla specifika problem. Västvärldens inflytande behandlas inte, eftersom han fokuserar på familjeförhållandena under 1800-talets mitt. Han skrev för att bevara sitt folks traditioner för framtida generationer. Till en början gjorde han detta på ett formellt och akademiskt vis, men på inrådan av andra, bland annat Simard, övergick han till ett ledigt, skönlitterärt språk.
Kitereza färdigställde boken 1945, men han kunde inte hitta någon förläggare som ville ge ut verket på kikerewe, och började därför själv översätta det till swahili. Först 1981 var översättningen klar och verket, Bwana Myombekere na Bibí Bugonoka na Ntulanalwo na Bulihwali (ordagrann översättning: ”Herr Myombekere och fru Bugonoka och Ntulanalwo och Bulihwali”), gavs ut. Den drygt tusensidiga romanen sträcker sig över tre generationer och är det mest omfattande skönlitterära verket på något afrikanskt språk. Romanen översattes till tyska i två volymer 1991–1993. Den första delen gavs 2008 ut på svenska som Regnmakarens barn av Bokförlaget Tranan, översatt från den tyska utgåvan.